# Roya obtusa
Roya obtusa là một loài Song tinh tảo trong họ Mesotaeniaceae, thuộc chi Roya.